# Diocese de Viseu
A Diocese de Viseu (em latim: Dioecesis Visensis) é uma diocese da Igreja Católica em Portugal. É sufragânea da Arquidiocese de Braga. A sua sede episcopal encontra-se na Sé de Viseu, na Região Centro. O atual bispo é António Luciano dos Santos Costa.

## História

### Primeiras menções
A génese da Diocese de Viseu remonta a meados do século VI d.C, sendo a referência documental escrita mais antiga conhecida o Concílio de Lugo (datado de c.569).

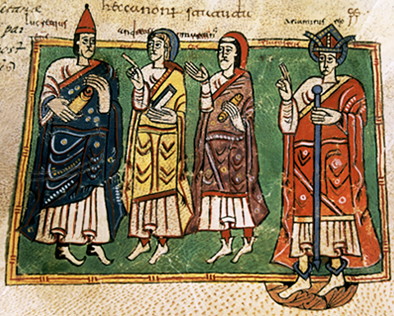
Primeiro Concílio de Braga, representado no Codex Vigilanus

Apesar de documentos que comprovam o a presença do culto cristão nesta região, pelo menos desde o século VI, não existem vestígios arqueológicos da existência de igrejas ou locais de culto até ao século VIII, e não existe vestígios arqueológicos da existência de mosteiros antes do século X. Apesar disto, abundam na área sepulturas comprovativas de que, desde há muito, ali viveriam fiéis de Cristo.
O primeiro líder diocesano confirmado é Remissol em 572, bispo católico romano, presente explicitamente no Segundo Concílio de Braga. O bispado remontará, portanto, pelo menos a 561, pois o bispo de Viseu assina a seguir ao metropolita. No entanto, com a queda, e consequente conquista do reino Suevo pelos visigodos, há uma perseguição notável dos bispos católicos romanos das antigas dioceses suevas, sendo estes substituídos por bispos arianistas. Tal como outras, a diocese de Viseu não é exceção, tendo sido Remissol substituído por Sunila.  É, também, colocado em hipótese que durante esta altura houvesse um pretendente a bispo católico romano, João, e que, após o Terceiro Concílio de Toledo, tenha sido Sunila colocado como bispo coadjutor deste. No entanto este facto não é certo.
Os seguintes bispos de Viseu estiveram presentes nos vários concílios regionais católicos posteriores, como nos seguintes Concílios de Toledo.
Durantes estes primeiros séculos, apesar de escassas as informações sobre a composição religiosa regional e peninsular, é possível denotar a presença de várias religiões nas antigas províncias da Galécia e Lusitânia, tanto politeístas, nos meios rurais mais isolados, como diferentes vertentes de crenças heterodoxas cristãs. Ainda no Primeiro Concílio de Braga, é já presente a abjuração de teorias cristãs priscilianistas, formalizadas por um teólogo cristão galaico no século IV. Durante os anos de 665 a 680, há uma vacância na diocese.[carece de fontes?]

### Invasão Muçulmana e Reconquista

#### Sede vacante e titular de Viseu
Após a conquista da península pelos muçulmanos, e Viseu ocupada, a diocese entra no seu maior período de sede vacante. No entanto, durante essa altura, a diocese mantinha-se titular, e eram eleitos e/ou nomeados bispos mesmo durante esse tempo. O titular bispo Teodomiro, auxiliou na consagração da Catedral de Santiago de Compostela em 876, e, no ano seguinte, participou no Segundo Concílio de Oviedo. No século X, Viseu ainda se manteve ocupada durante várias décadas, tendo nesta altura os seus bispos residindo em Oviedo, até à sua reconquista definitiva por Fernando Magno, rei de Leão, em 1058. [carece de fontes?]
No século seguinte, até 1144, a diocese era governada por priores ordenados pelos Bispos de Coimbra, por bula papal de Pascoal II. Durante este tempo, é escolhido para Viseu, em 1112, o prior São Teotónio, futuro santo padroeiro da cidade, e da diocese. É-lhe, posteriormente, oferecido o título de bispo, mas acaba por recusar. O título de bispo é novamente restaurado com Odório em 1147, sendo para muitos académicos, reiniciada a contagem.

### Grande Cisma do Ocidente e Crise de 1383–1385
Durante o Grande Cisma do Ocidente, a instabilidade religiosa aumenta consideravelmente. Este tornar-se-á, no essencial fio condutor das relações entre os reinos de Portugal e Castela, e um fator decisivo para a defesa da posição do Mestre de Avis nas cortes de Coimbra. As frequentes mudanças de obediência dos dois reinos dependiam diretamente do acontecer da Guerra dos Cem Anos e do decurso das rivalidades entre as sés de Avinhão e Roma: cada nova posição soía trazer consigo uma nova estratégia no jogo das alianças.
Após o prelado de João Eanes, vieram dois prelados, cujo mandato foi curto. Foi Pedro Lourenço do Amaral, bispo de Viseu durante a Crise de 1383–1385, e posteriormente D. João Peres feito bispo, durante ou imediatamente após. Este, acaba mesmo por ser deposto pelo Papa Urbano VI. Em 1392, sucede-se no governo da diocese João Homem e, sendo muito estimado pelo rei, foi escolhido como padrinho do infante D. Henrique, e recebeu do monarca o presente de uma torre romana para os sinos da catedral. Luís do Amaral, bispo natural da cidade, representou Portugal no Concílio de Basileia e, abraçando a causa do antipapa Félix V, foi enviado em várias embaixadas; retornou, no entanto, à obediência ao Papa em Roma antes da sua morte.

### Idade Moderna

#### Século XV

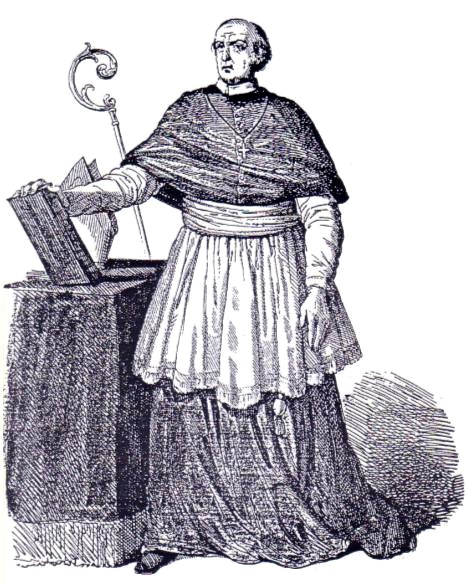
Mestre João Vicente, lente de medicina da Universidade de Coimbra, bispo de Viseu e fundador da Congregação dos Lóios.

O século XV, um pouco como em todo o país, demonstrar-se-ia um século de desenvolvimento e avanço na diocese. D. Luís Coutinho II , bispo de Viseu desde 1438, e promovido à diocese de Coimbra em 1446, é sucedido, pelo mestre João Vicente, na altura, lente em medicina da Universidade de Coimbra. D. João Vicente, também apelidado de "o bispo santo", fundador da Congregação dos Cónegos Seculares de São João Evangelista (Congregação dos Lóios), empenhou-se intensamente na reforma e reestruturação da diocese, aquando o seu mandato. Por sua mão, reformou a Ordem de Cristo e conferiu-lhe novos estatutos, com o aval do grão-mestre o infante D. Henrique. A D. João Vicente sucedeu D. João Gomes de Abreu.

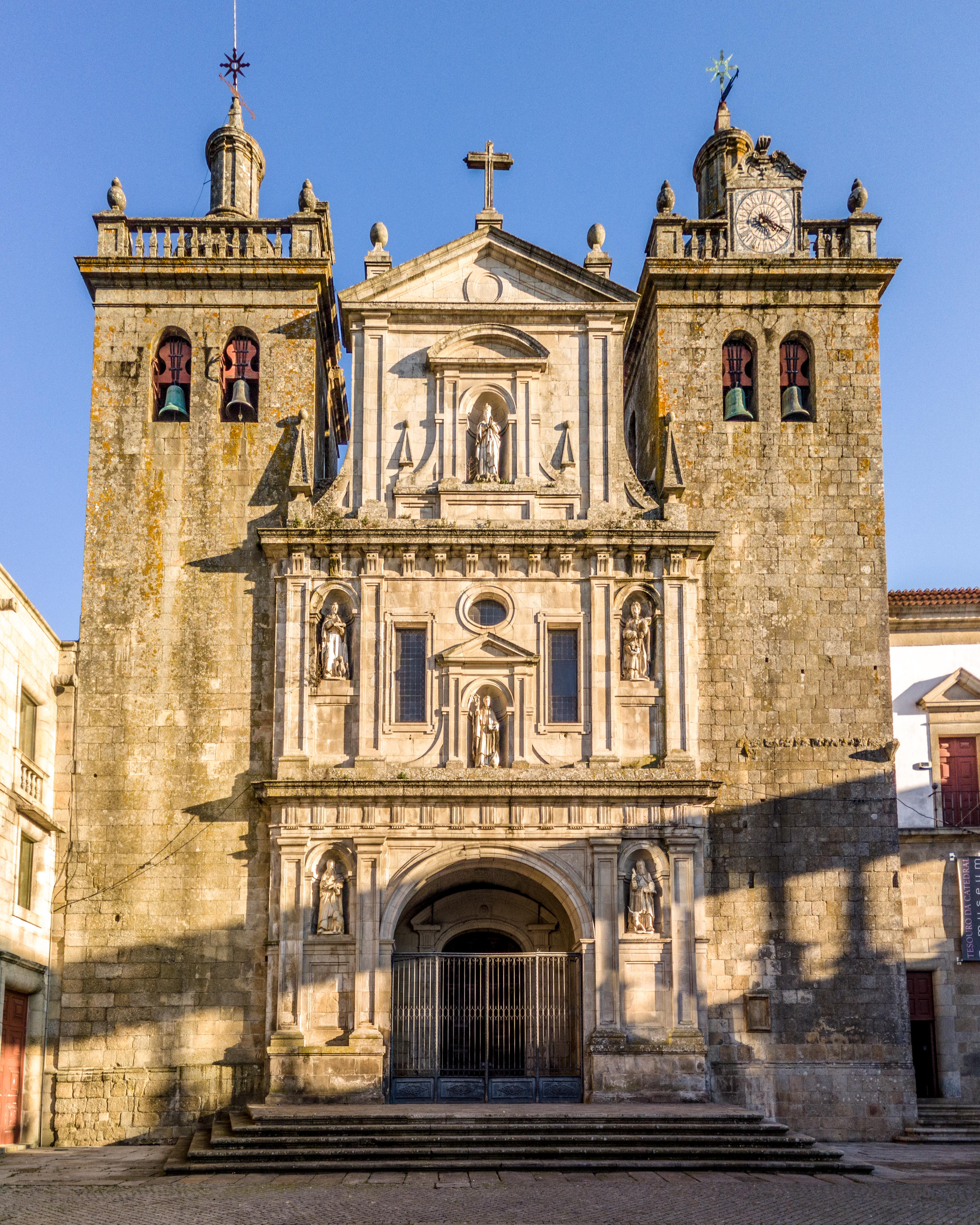
Sé de Viseu

Em seguida, foi bispo D. Fernando Gonçalves de Miranda, desde 1487 talvez até cerca de 1505. Sucedeu-lhe, nesse ano, D. Diogo Ortiz de Vilhegas, transferido da diocese de Ceuta, bispo de origem castelhana. Foi bispo até 1519. A ele se deve a atual abóbada da Sé. Mandou também levantar uma nova frontaria da catedral em estilo manuelino. Durante quatro anos foi bispo o cardeal-infante D. Afonso, de menoridade. Sucedeu-lhe D. Frei João de Chaves. Desde 1526 foi confirmado bispo de Viseu D. Miguel da Silva. D. Manuel enviara-o para a Universidade de Paris, onde se doutorou. Grande erudito em grego e latim, passou a Itália, onde contactou com os eclesiásticos mais cultos da época. O rei nomeou-o seu embaixador em Roma, ali gozando da maior estima. Ao saber que o papa o queria fazer cardeal, D. João III chamou-o ao reino, talvez para não fazer sombra aos infantes D. Afonso e D. Henrique, que haviam enveredado pela carreira eclesiástica. Foi nomeado escrivão da puridade do monarca, mas não faltaram as intrigas contra ele. Em Viseu mandou construir o claustro inferior da sé. A ele se deve a plantação e embelezamento da Quinta do Fontelo, que seria, futuramente, a residência episcopal oficial. Em 1619, D. João Manuel, descrevia a diocese como sendo uma “terra áspera e difícil”, onde havia localidades tão remotas que apenas eram alcançáveis a pé e “com muito trabalho”. Tal não significa que toda a região vivesse isolada do resto do Mundo. O primeiro índio da América que comparece numa pintura portuguesa foi desenhado por Vasco Fernandes para a catedral de Viseu há cerca de meio milénio; os modelos estéticos de origem externa que foram surgindo alcançaram a cidade em processo no qual os bispos foram pioneiros; a presença de escravos é denunciada a cada passo em diversas fontes desde os alvores de Quinhentos; o milho foi‑se assenhoreando da paisagem rural e da dieta alimentar a partir do século XVI; e, ainda hoje, em muitos locais se encontram enormes castanheiros da Índia denunciadores de como diocesanos viseenses andaram por aquelas partes do globo.
No entanto, pese esta relativa abertura que conectava Viseu a múltiplos lugares, o padrão da rudeza do território foi duradoura marca da região, comparável à rigidez granítica que, por quase todo o lado, o pontuava e até aos invernos de severa frialdade e aos verões abrasadores que o condicionavam. D. Dinis de Melo e Castro, percebera em 1639 que a dieta alimentar das populações diocesanas era muito deficitária, e um dos antístites que lhe sucederam, D. Júlio Francisco de Oliveira, apesar de afiançar que os habitantes do seu bispado eram “muito trabalhadores”, reconhecia que raramente consumiam carne, para além de “caldo com unto”.
Durante a Idade Moderna, há um número considerável de bispos anteriormente pertencentes à Inquisição, o que se irá refletir numa linha contínua de grande preocupação da ortodoxia teológica e litúrgica, e de grande preocupação com a cristianização e observação dos rituais católicos da Diocese. D. Jerónimo Soares, bispo de Viseu desde 1694 a 1720, é um dos exemplos, tendo sido antes de seu mandato, inquisidor e enviado à Santa Sé, na polémica da Inquisição Portuguesa e sua subsequente suspensão em 1674. Este bispo, foi fulcral na reforma da Diocese. Convocou um sínodo em 1699 e reformou as constituições diocesanas e as de muitas irmandades e confrarias. Após a sua morte, a sede permaneceu vaga durante vinte anos devido a divergências entre o rei D. João V e Roma. Seu sucessor, José do Menino Jesus, um carmelita, era um amante da arte, como demonstrou pelas estátuas que encomendou e apresentou à catedral.

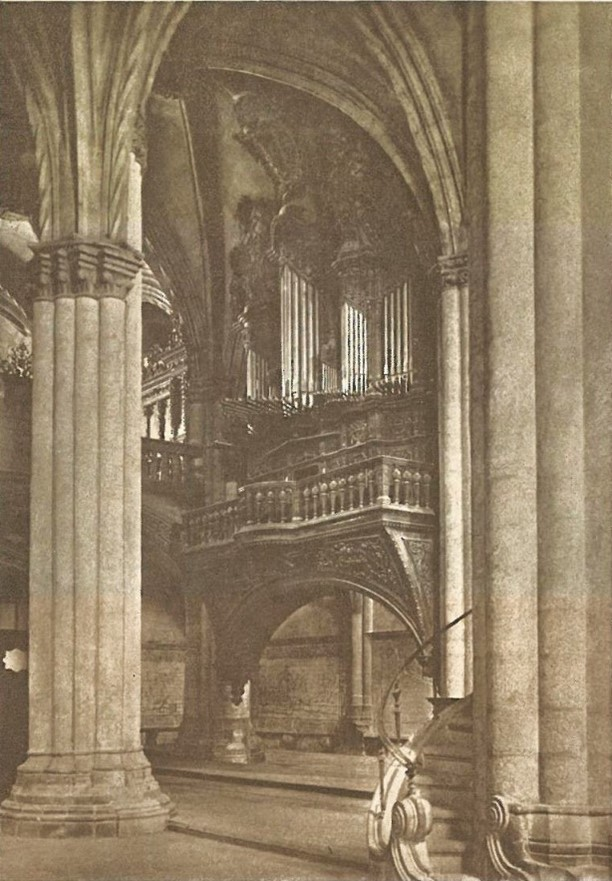
Órgão doado por Francisco Monteiro Pereira de Azevedo à Sé de Viseu, fotografia de 1937. Atualmente, este órgão encontra-se no Convento dos Néris.

### Idade Contemporânea
Após a sua morte, foi, em 1792, sucedido por Francisco Monteiro Pereira de Azevedo,  um prelado de grande modéstia e caridade, conhecido na cidade com o "pai dos pobres". Instituiu cinco paróquias suburbanas anexas à catedral e subsidiou os reitores com os seus próprios fundos. Doou um novo órgão que custou 20.000 cruzados à catedral e lançou a pedra fundamental do novo hospital da Misericórdia. Este mandato foi perturbado pelas Invasões Francesas e, em 1810, com sua permissão, o seu palácio e outros edifícios eclesiásticos, foram ocupados por tropas aliadas, de modo a albergar os feridos e não só. Em 1819 acaba por falecer, provocando grande comoção na cidade. Nesse ano foi nomeado D. Francisco Alexandre Lobo. Por causa dos acontecimentos políticos de 1820, D. Francisco ficou em Lisboa, entrando na diocese em fins desse ano. Foi eleito pouco depois deputado pela Beira e pelo Alentejo, mas não aceitou. Mudou o seminário maior de Viseu de Santa Cristina, para a casa dos padres de São Filipe de Néry, depois de um acordo com eles, em 1824. Em 31 de Outubro de 1826 tomou posse do lugar de par do Reino e em Dezembro foi nomeado ministro, cargo que exerceu durante seis meses. No final entregou o dinheiro que recebera para a Real Casa dos Expostos de Lisboa.

#### Guerra Civil Portuguesa e Regeneração
Durante a Guerra Civil Portuguesa, com o grande alvoroço político e social vivido no País, como tradicionalmente, a Beira Alta manteve-se do lado tradicionalista, portanto, apoiantes de D. Miguel.[carece de fontes?]
Em 1828, o bispo de Viseu desempenhou um papel importante na aclamação de D. Miguel, e foi nomeado conselheiro de Estado. Foi ainda nomeado reformador-geral dos Estudos, cargo que deixou em 1831 para se dedicar totalmente à sua diocese. Em 1834, quando os exércitos de D. Pedro se aproximavam de Viseu, retirou-se da diocese, depois de ter nomeado três dos seus padres para governarem na sua ausência, um na falta dos outros. Embarcou num paquete inglês, em 26 de Junho, rumo a Inglaterra. De lá, exilou-se em França, instalando-se no Seminário das Missões Estrangeiras, em Paris, onde viveu sempre modestamente até 1844.
Foram dez anos amargos de exílio, mantendo-se em contacto com a sua amada diocese, através de vasta correspondência epistolar. Ali sofreu com os avatares políticos da sua pátria, convulsionada pelas novas ideias importadas de França e também com os ataques destruidores lançados contra a Igreja. Joaquim António de Aguiar sufocou os conventos, proibindo a admissão de noviços e apropriando-se dos seus bens, que foram dados ao desbarato aos impulsionadores do novo regime. Tantas obras de valor incalculável foram destruídas ou votadas ao abandono. A lei da amortização, em vez de provocar a reforma das ordens religiosas, que era necessária e que não competia às autoridades civis, além de ataque à religião por parte da maçonaria, foi um crime de lesa-arte e de lesa-cultura. O novo governo nomeou um vigário capitular intruso para Viseu.
Após séculos da presença cristã em Viseu, alguns dos seus bispos reconheciam a especificidade da fé dos seus habitantes. D. José Correia de Carvalho, em 1893 ‑ num tempo que já foi de profunda contestação da Igreja e da religião, tinha consciência de presidir a uma diocese onde “desde remotas eras é vivo o sentimento da sua fé [da populações]”, e D. José Moreira Pinto, ainda em 1941, afirmava categoricamente que Viseu era uma das dioceses “mais cristãs do país”. Se a catedral, sobretudo depois das obras que ali mandou fazer D. Diego Ortiz de Vilhegas há cerca de 500 anos “marcou a cidade para sempre”, o cristianismo sulcou vincos profundíssimas neste território e nas suas populações.

## Território

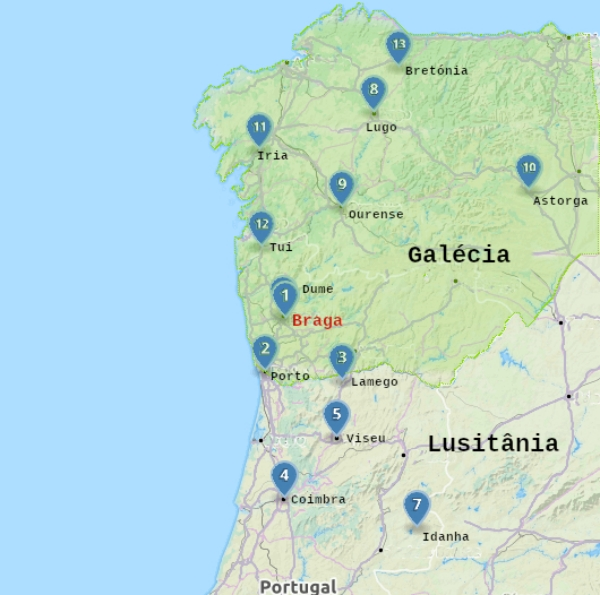
Localização das Dioceses, presentes no Parochiale Suevorum, 569

O território da Diocese de Viseu variou largamente durante os vários séculos e, as fronteiras territoriais exatas da diocese nesta altura são pouco conhecidas, e foram oscilando ao longo dos séculos. No entanto, é de notar que, desde sempre, teve em Viseu a sua sede. Apesar de pouco conhecidas as suas divisões eclesiásticas durante a Alta Idade Média, as suas fronteiras estão inseridas numa região com coerência física, climática, demográfica e até identitária, que viria posteriormente, a ser designada por Beira Alta. Presente no Parochiale Suevorum, nos seus primórdios, à diocese de Viseu competia uma vasta área de paróquias, desde a atual região de Mortágua a sul, e S. Pedro do Sul a oeste, até à comarca de Cidade Rodrigo, na atual Espanha. A Diocese dilatava-se, então, em larga áreas entre o Águeda e o Côa, com a notável paróquia de Calióbrica ou Calióbria.
Do ponto de vista da sua extensão, população, riqueza e prestígio, ainda considerando as variações que todos estes indicadores sofreram, era uma diocese intermédia no quadro dos demais bispados portugueses, à semelhança do Porto (até à contemporaneidade), Algarve e das vizinhas Lamego e Guarda. Superior, por conseguinte, às mais modestas Miranda, Portalegre, Leiria, Elvas e, mais tarde, Pinhel, Castelo‑Branco, Beja, Aveiro ou Penafiel, mas inferior aos arcebispados de Braga, depois aos de Lisboa e Évora, além da diocese Coimbra, com a qual sempre manteve um limiar de extensa contiguidade. Foi este um território de notável importância nos séculos primevos da História de Portugal. Pesem as polémicas subsistentes, é de admitir que nele terá nascido, e quiçá baptizado na catedral original, o primeiro rei português D. Afonso Henriques, numa época em que esta foi zona de fronteira entre cristãos e muçulmanos. A corte régia ainda voltou a residir esporadicamente em Viseu, nos finais do século XIV, e na cidade nasceria o futuro rei D. Duarte, em 1391. Com o gradual deslocamento do centro da vida política portuguesa mais para Sul e Ocidente, processo que se acentuou e consolidou a partir dos primórdios de Quinhentos, a urbe perdeu relevância estratégica.
No século XIII, a Diocese de Viseu era uma das maiores em termos de área do País. Na diocese, existiam nove arciprestados sendo eles: Aguiar da Beira, Besteiros, Castelo Mendo, Lafões, Moreira, Pinhel, Trancoso, Viseu e Aquém do Monte.
Atualmente, a diocese de Viseu conta com seis arciprestados, cada um deles com várias paróquias, sendo eles: Lafões, Viseu Rural, Viseu Urbano, Besteiros, Beira Alta e Dão. A Diocese de Viseu é sufragânea da Metrópole de Braga. Está localizada em grande parte no distrito de Viseu, abrangendo algumas paróquias dos distritos da Guarda e de Aveiro.

## Sé
As primeiras edificações do primitivo templo episcopal em Viseu datam de aproximadamente século VI d.C. Escavações conduzidas por Inês Vaz, junto ao Paço episcopal, revelaram um primitivo templo, aparentemente de tripla ábside e datável da época suevo-visigótica. Os resultados não foram, até ao momento, inteiramente satisfatórios, pelo que o alargamento da área de escavação se assume como prioritário. No processo de reconquista, dois edifícios episcopais aqui terão existido, destacando-se o do século X, altura em que Viseu foi a capital do vasto território entre-Mondego-e-Douro.

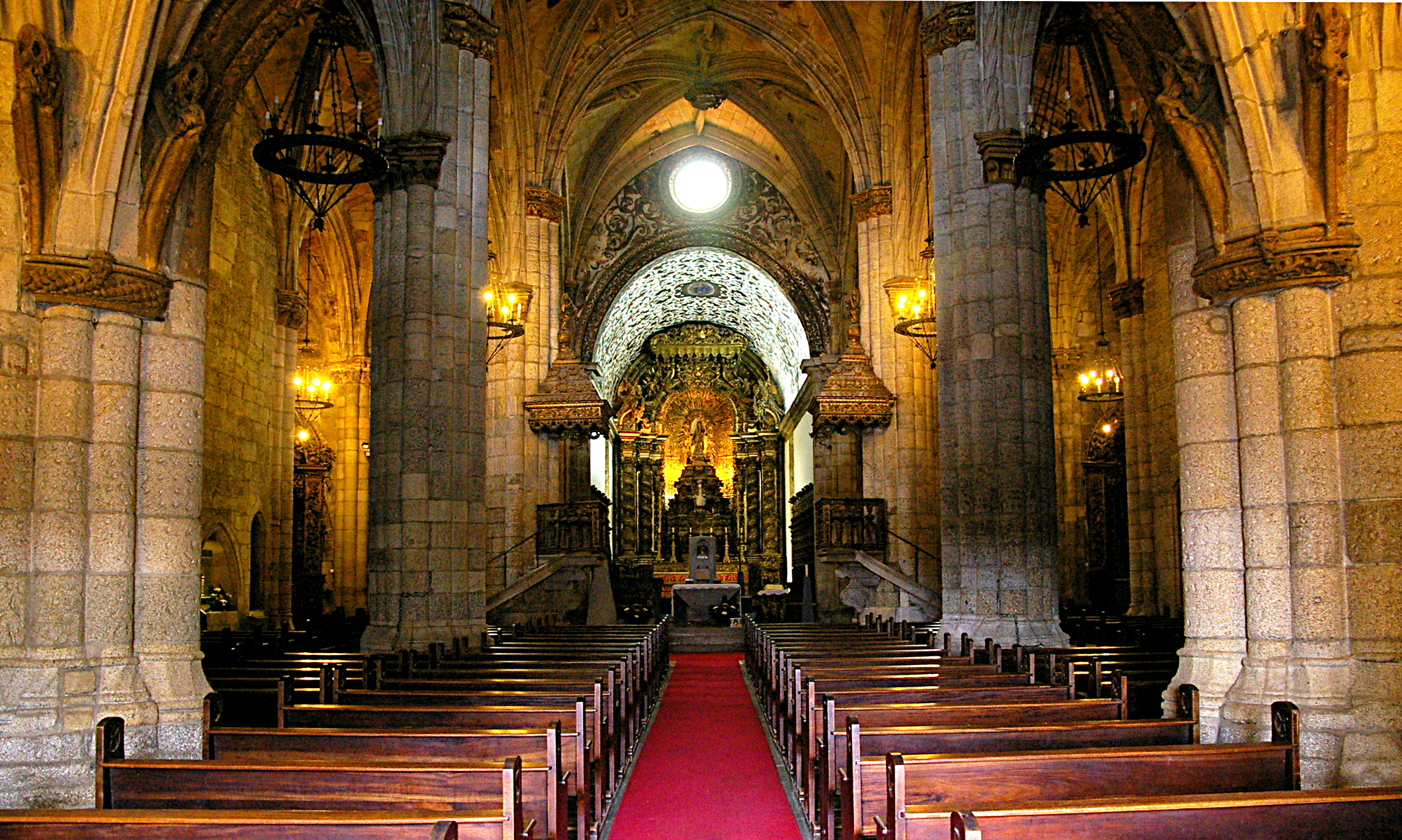
Interior da Sé de Viseu

A catedral que hoje observamos começou a ganhar forma no século XII, no reinado de D. Afonso Henriques. Sob o impulso do bispo D. Odório, iniciou-se a construção da Catedral românica, de que resta muito pouco. Um capitel vegetalista, datável de finais do século XII e, eventualmente, o portal lateral Sul, já do século seguinte e que dá, hoje, acesso ao Claustro, são elementos que poderão pertencer a esse edifício.
Dois séculos depois, com D. Dinis, a cidade atingiu um período áureo, a que não foi alheio o enérgico bispo D. Egas. Em condições favoráveis, procedeu-se a uma renovação profunda do edifício românico, arrancando as obras ainda em finais do século XIII. No entanto, a crise do século seguinte foi nefasta para este estaleiro, arrastando-se a sua atividade até à mudança dinástica de 1383-85. Mesmo tendo à frente o bispo D. João Vicente, homem bem colocado na sociedade quatrocentista, as obras continuaram ainda por muitos anos.

Brasão Episcopal do atual bispo de Viseu, D. António Luciano dos Santos Costa

## Bispos
Durante os séculos, foram vários os bispos que contribuíram para a Diocese de Viseu, de diferentes formações e ordens religiosas dentro da Igreja Católica, tais como carmelitas, franciscanos, dominicanos, jesuítas ou meramente diocesanos. O atual bispo da Diocese é D. António Luciano dos Santos Costa, ordenado presbítero em 1985 e sucessor de Ilídio Pinto Leandro, bispo emérito de Viseu, e falecido em 2020.

## Atualidade
A diocese de Viseu tem, atualmente, mais de duzentos e sessenta mil habitantes e 3400 km2. Entre 1991 e 2001 , assistiu-se ao envelhecimento da população, bem como ao aumento significativo do índice de longevidade. Em 2001, o número de residentes com mais de 65 anos é superior ao dos menos de 15 anos, o que não acontecia em 1991. Com 19, 4% de idosos, o distrito situa-se acima da média nacional que é de 16,4% de idosos. Não obstante, continua a ser das dioceses em Portugal com maior percentagem de fiéis católicos praticantes, de 32,4% dos diocesanos cristãos católicos apostólicos romanos praticantes em 2001. No entanto, com o recente envelhecimento da população, e não religiosidade das gerações mais novas, será expectável uma queda aos valores de média nacional e europeia nos próximos anos.  Em 2015, a população diocesana era de 260.356 habitantes, sendo destes, 239.375 batizados, aproximadamente 91,9% da população. A diocese conta com 6 arciprestados. 208 paróquias. 
Relativamente à vida sacramental, a diocese apresentou em 2015, 1742 batismos, 1487 primeiras comunhões e 1515 confirmações, com 454 matrimónios canónicos registados.

## Escutismo
1. Escutismo nesta diocese: Região de Viseu